# Direito anarquista
Direito anarquista é um corpo de normas sobre comportamento e tomada de decisão operativas dentro de uma comunidade anarquista. O termo é usado em uma série de debates em andamento dentro dos vários ramos da teoria anarquista sobre se e como as normas de comportamento individual e/ou coletivo e tomada de decisão devem ser criadas e aplicadas. Embora muitos anarquistas considerem o "direito anarquista" simplesmente sinônimo de direito natural, outros afirmam que a lei na anarquia teria elementos adicionais e únicos. Ao longo dos últimos duzentos anos, à medida que o anarquismo cresceu e evoluiu para incluir diversas correntes, diferentes concepções de "direito anarquista" foram produzidas e discutidas, ou usadas na prática por redes anarquistas como a Ação Global dos Povos ou Indymedia.

## Não coerção
A máxima mais fundamental de muitas tendências anarquistas é que nenhum indivíduo tem o direito de coagir outro indivíduo, e que todos têm o direito de se defender contra a coerção (o princípio da não-agressão ou princípio da agressão zero). Os sistemas tipicamente considerados coercivos incluem o estado, o capitalismo e a opressão institucional. Este princípio básico, como apoio mútuo, é fundamental para grande parte da lei anarquista e, de fato, muito da teoria anarquista. Piotr Kropotkin, um proeminente anarcocomunista, afirmou que era "melhor resumir pela máxima 'faça aos outros o que gostaria que fizessem a você'". Em suma, a filosofia anarquista inclui a "ética da reciprocidade", mas normalmente tolera a violência destinada a retaliar ou desmantelar sistemas de opressão (com exceção do anarcopacifismo, algum anarquismo cristão e outros movimentos não violentos/pacifistas).

## Contratos sociais baseados no consenso
Uma vez que o princípio da não coerção inviabiliza as estruturas estatais hierárquicas, as comunidades anarquistas devem encontrar uma base alternativa para estabelecer as regras de engajamento dentro de um coletivo. Consequentemente, praticamente todos os modelos jurídicos anarquistas começam com a suposição de que quaisquer regras estabelecidas devem ser livremente aceitas por toda a comunidade que será governada por elas em um ambiente livre de coerção ou intimidação. Tal consentimento dado livremente constitui um contrato social, embora a natureza exata de tais contratos seja uma questão de debate acalorado.
Alguns teóricos jurídicos anarquistas sustentam que uma sociedade anarquista ideal deve ser baseada estritamente no direito natural e no apoio mútuo, que não requerem nenhum contrato social.
No entanto, muitos teóricos anarquistas rejeitam completamente o conceito de direito natural como coercitivo e feito pelo homem. O direito natural nesta visão está meramente disfarçando o autoritarismo para que o opressor não tenha que levar o crédito por isso. Anarquistas sociais, mutualistas e muitos anarquistas individualistas rejeitam a propriedade privada, um princípio central da maioria das teorias do direito natural.

## Livre associação
A associação livre (também chamada de associação voluntária) também implica o direito dos indivíduos de formar esses exatos contratos sociais. Esta liberdade de não associação significa que se os termos de um contrato social se tornarem inaceitáveis para um membro individual ou subgrupo(s) dentro de uma sociedade, os descontentes têm o direito de se separar do contrato. Eles também podem formar novas associações com outras pessoas que atendem melhor às suas necessidades.

## Apoio mútuo
O princípio do apoio mútuo, originalmente identificado por Piotr Kropotkin como decorrente do direito natural, é que, como a evolução ocorre em grupos – não em indivíduos – é evolutivamente vantajoso para os membros de uma comunidade ajudar uns aos outros. A abordagem anarquista para construir o poder – e estruturar as relações de poder – é derivada desse imperativo evolutivo e biológico. Em poucas palavras, o argumento é que, uma vez que os indivíduos precisam da ajuda de grupos para se autorrealizar, os indivíduos têm um forte interesse próprio no bem da comunidade à qual pertencem. Segue-se que (associando-se livremente) coletivos de indivíduos trabalhando para melhoria mútua e objetivos mútuos devem formar a base de qualquer sociedade anarquista, fornecendo assim o imperativo sociológico e econômico para a criação de contratos sociais capazes de unir esses grupos auto selecionados.
Em uma situação pré-revolucionária, o princípio de "apoio mútuo" é o imperativo moral que impulsiona os esforços dos anarquistas contemporâneos para fornecer ajuda material às vítimas de desastres naturais; aqueles que são desabrigados ou pobres, e outros que foram deixados sem acesso a comida ou água potável, ou outras necessidades básicas.

## Aplicabilidade
A aplicabilidade é uma das áreas mais controversas do direito anarquista. Os primeiros escritores, como Proudhon, argumentaram que era legítimo que as pessoas da classe trabalhadora se auto-organizassem contra criminosos que atacavam os fracos, um processo que implicaria inequivocamente algum grau de coerção.

## Tomada de decisão
Técnicas comuns para a tomada de decisões, incluindo decisões sobre as próprias leis de fato, entre sociedades não hierárquicas incluem várias formas de consenso formal, votação por supermaioria, "consenso menos um" e democracia direta. O antropólogo David Graeber argumenta que qualquer comunidade que careça de um mecanismo centralizado de força (um estado) irá naturalmente gravitar em direção a alguma forma de tomada de decisão consensual.